# 二子村 (島根県)
二子村（ふたごむら）は、島根県八束郡にあった村。現在の松江市八束町二子、八束町寺津、八束町亀尻、八束町馬渡、八束町江島にあたる。

## 地理
- 湖沼：中海[1]
- 島嶼：大根島[1]

## 歴史
- 1889年（明治22年）4月1日、町村制の施行により、意宇郡二子村、寺津村、亀尻村、馬渡村、江島村が合併して村制施行し、二子村が発足[1][2]。
- 1896年（明治29年）4月1日、郡の統合により八束郡に所属[2]。
- 1929年（昭和4年）1月1日、八束郡波入村と合併し、八束村を新設して廃止[1][2]。

## 産業
- 農業、漁業[1]。